# Гусаков, Юрий Михайлович
Юрий Михайлович Гусаков (род. 16 апреля 1969, Лыткарино) — советский и российский футболист, выступавший на позициях полузащитника и нападающего. С 2022 года работает в московском ЦСКА.

## Биография
Воспитанник школы ЦСКА. В 1986—1987 годах сыграл 5 матчей за ЦСКА-2 во второй союзной лиге. В 1989 и 1990 годах сыграл 48 матчей (забил 7 мячей) во второй лиге, выступая за костромской «Спартак» и тюменский «Геолог». В 1991—1992 годах играл за «Зенит» — в первой лиге СССР и высшей лиге России. В 1993 году провёл 6 матчей (забил 5 мячей) за «Зенит-2» во второй лиге. В сезоне 1993/94 играл в команде низшей лиги Германии «Ворматия» Вормс. Карьеру закончил в камышинском «Текстильщике», в составе которого сыграл 11 матчей в высшей лиге и один матч в Кубке УЕФА 1994/95.
Окончил экономический факультет Института государственного администрирования (Москва), имеет квалификацию «Менеджер» по специальности «Государственное и муниципальное управление».
С 1997 года работает на административных должностях:
- 1997—2001 — «Зенит», администратор.
- 2002—2003 — «Зенит», начальник команды.
- 2004 — «Металлург» Донецк, заместитель технического директора, администратор[3]
- 2005—2006 — «Зенит-д», администратор.
- 2006—2021 — «Зенит», администратор. Был уволен в марте 2021 года после того как команда прилетела на игру в Казань без формы[4][5]
- с 2022 — ЦСКА Москва, администратор[6]

Женат. Сын Дмитрий Гусаков — рэпер Goody, дочери Мария (1998 г. р.) и Наталья (2002 г. р.).